# Tabakabhängigkeit
Tabakabhängigkeit bezeichnet die Abhängigkeit von Nicotin, einem Alkaloid der Tabakpflanze, in Wechselwirkung mit verschiedenen weiteren Inhaltsstoffen des Tabaks oder des Tabakrauchs. Tabakabhängigkeit entsteht meistens und in besonders ausgeprägter Weise durch das Rauchen von nicotinhaltigem Tabak. Allerdings kann Nicotin fast in jeder Applikationsform abhängig machen, wobei es jedoch erhebliche Unterschiede gibt, ob es geraucht, gekaut oder geschnupft wird.

## Wirkung von Tabakrauch
Tabakrauch stellt mit Nicotin in Verbindung mit anderen Stoffen eine schnell süchtig machende Substanz dar. Sie besitzt nicht nur psychostimulierende Wirkungen wie Kokain oder Amphetamin, sondern stößt auch im Gehirn die gesamte Breite der Neuromodulatoren an.
Nicotin greift in Verbindung mit anderen Stoffen an zwei verschiedenen Kompartimenten an, den präsynaptischen und postsynaptischen Acetylcholinrezeptoren („Nicotinrezeptoren“). Bei Bindung an die Rezeptoren kommt es zur Ausschüttung unterschiedlicher Neurotransmitter (chemische Stoffe, die dem Informationsaustausch zwischen den einzelnen Nervenzellen dienen) wie Dopamin, Serotonin, Noradrenalin und Endorphinen. Diese beeinflussen verschiedene funktionale Strukturen des Gehirns, wobei es individuelle Variationen gibt. Die nicotinischen Acetylcholinrezeptoren haben einen sehr engen Bezug zum präfrontalen Cortex. Dadurch werden womöglich zeitweise Hirnfunktionen wie Aufmerksamkeit, Gedächtnis und Lernen durch Nicotin verbessert. Wird jedoch Nicotin in Verbindung mit Tabakrauch betrachtet, kommen Untersuchungen zu dem Schluss, dass Gedächtnisleistungen durch Tabakmissbrauch nachlassen.

## Abhängigkeitspotenzial
Vergleiche von Tierstudien und Studien über menschlichen Drogenkonsum zeigen auf, dass pures Nicotin nur wenig Suchtpotenzial, Tabakzigarettenrauch jedoch ein sehr hohes Suchtpotenzial aufweist. Nicotin ist mitverantwortlich für die Abhängigkeit von Tabakerzeugnissen und hat in Verbindung mit anderen Stoffen im Tabakrauch ein hohes Abhängigkeitspotenzial und kann sehr schnell zu einem abhängigen Verhalten führen. Laut einem im Jahr 2007 veröffentlichten Artikel von D. Nutt et al. liegt das Abhängigkeitspotenzial von Tabakrauch zwischen Alkohol und Kokain. Genauer gesagt, liegt das physische Abhängigkeitspotential bei dem von Alkohol oder Barbituraten und das psychische Abhängigkeitspotenzial bei dem von Kokain. Es reichen wenige Zigaretten oder wenige Tage mit kleinem Zigarettenkonsum bis zum Eintritt der körperlichen Abhängigkeit. Das Abhängigkeitspotenzial von oral aufgenommenem Nicotin ist deutlich geringer, Pflaster haben fast kein Abhängigkeitspotenzial.
Studien zu der Frage, ob schon der Konsum einer einzigen Zigarette genügt, um typische Abhängigkeitssymptome, wie innere Unruhe, Reizbarkeit und Konzentrationsschwierigkeiten hervorzurufen und einen Verlust der persönlichen Selbstbestimmung (Autonomie) herbeizuführen, führten bisher zu keinen zuverlässigen Ergebnissen, da sie teils unhaltbare oder eigenwillige Suchtdefinitionen und oberflächliche Kriterien für die Diagnose „Nikotinabhängigkeit“ zugrunde legten, und die Daten voreingenommen interpretiert wurden.
Vor allem ist von Bedeutung, dass Nicotin, in Verbindung mit anderen Stoffen im Tabakrauch, unterschwellig das Verlangen nach einem Tabakerzeugnis erzeugt und durch das immer kürzer werdende gewöhnungsbedingte Reiz-Reaktions-Intervall eine immer stärker ausgeprägte Abhängigkeit in Form von erhöhtem Tabakkonsum entsteht. Mögliche Entzugssymptome können Gereiztheit, Unruhe, Kreislaufbeschwerden, Kopfschmerzen und Schweißausbrüche sein. Die Symptome verschwinden jedoch in 5–30 Tagen.
Man weiß heute, dass bereits nach drei Wochen Abstinenz keine messbare Veränderung der Acetylcholinrezeptoren mehr vorhanden ist – sie sich also wieder auf Normal-Niveau eingestellt haben. Während dieser Zeit kann es zu Unruhe und Gereiztheit bis hin zu Aggressivität sowie zu Depressionen kommen. Das Nicotin selbst ist zu diesem Zeitpunkt schon längst nicht mehr im Gehirn nachweisbar (bis max. drei Tage nach Beendigung des Nicotinkonsums).
Im Ergebnis ist festzustellen, dass während des Entzugs weniger die Abhängigkeit von der vom Tabakrauch erzeugten Wirkung von Bedeutung ist, was viele gescheiterte Therapien mit Nicotinsubstituten zeigen, sondern vielmehr der durch die nicotinerge Stimulation des Nucleus accumbens induzierte Lernprozess. In geeigneter Weise kann dieser Lernprozess nur durch starke Selbstmotivation oder professionelle Verhaltenstherapien beeinflusst oder umgekehrt werden. Nicotinersatzpräparate und andere Medikamente können den Entzug unterstützen.
Die psychische Abhängigkeit durch eingeprägte Verhaltensmuster, die sich im Laufe einer „Raucherkarriere“ entwickeln, kann nach dem körperlichen Entzug auch nach Jahren noch vorhanden sein.
Die Rückfallwahrscheinlichkeit bei Rauchern, die ohne Hilfsmittel mit dem Tabakkonsum aufhören, liegt bei 97 % innerhalb von sechs Monaten nach dem Rauchstopp. Bis 2012 ging man davon aus, dass Nicotinersatzpräparate bei korrekter Dosierung und weiterer fachlicher Anleitung die Erfolgschancen um drei Prozent steigern können. Neuere Studien nach 2013 sagen aus, dass die Rückfallrate bei denen, die Nicotinersatzpräparate zum Aufhören verwendet haben, genau so hoch war wie bei denen, die ohne Hilfsmittel aufgehört haben.

## Zusatzstoffe als Abhängigkeitsverstärker
Zahlreiche Substanzen, die Zigaretten attraktiver und das Nikotin verfügbarer machen sowie das Rauchen erleichtern und somit das Abhängigkeitspotenzial des Tabaks erhöhen, können dem Tabak beigemischt werden.
Eine wissenschaftliche Studie des niederländischen RIVM (Rijksinstituut voor Volksgezondheid en Milieu – Nationales Institut für Volksgesundheit und Umwelt) untersuchte zwei Zigarettenmarken mit deutlich differierenden Ammoniumgehalten im Tabak (Marke 1 enthielt 0,89 mg Ammonium/g Tabak; Marke 2 enthielt 3,43 mg Ammonium/g Tabak), aber gleichem Nikotingehalt im Rauch. 51 Studienteilnehmer rauchten je eine der Zigaretten (morgens Marke 1 und nachmittags Marke 2). Beide Marken mussten nach einem identischen Zugprotokoll geraucht werden. Die individuellen Zugvolumina wurden für jeden Teilnehmer bestimmt. Nach dem Rauchen wurden die Nikotinaufnahme sowie die Nikotinausscheidung im Blut gemessen. Es wurden keine Unterschiede in der Nikotinaufnahme zwischen den beiden Zigarettenmarken gefunden. Der Ammoniumgehalt im Tabak hat demnach keinen Einfluss auf die Nikotinaufnahme.

## Ökonomische Aspekte des Tabakrauchens
Je nach Einbeziehung und Betrachtung der Tabaksteuer sowie der Folgen für das Gesundheits- und Sozialsystem (Arbeitsausfälle, Behandlungskosten, früheres Sterben, geringere Rentenzahlungen, sinkende Tabaksteuereinnahmen …) schwanken die Berechnungen der durch Tabakkonsum verursachten Kosten erheblich.

## Therapiemöglichkeiten
Die aktuelle Leitlinie zur Behandlung von Rauchen und Tabakabhängigkeit empfiehlt als ersten Schritt die Nutzung niederschwelliger Verfahren wie Kurzberatung, Telefonberatung oder internet-  bzw.  smartphonegestützte  Verfahren. Wird eine intensivere Behandlung nötig, kommt eine verhaltenstherapeutische Einzel- oder Gruppenbehandlung, ggf. in Verbindung mit Medikamenten in Betracht. Liegt eine körperliche Entzugssymptomatik vor, sollen Medikamente vorgeschlagen werden. Sollte eine Nikotinersatztherapie (z. B. Nicotinpflaster oder schnell wirksame Nikotinpräparate wie Nikotinkaugummi, Mundspray) nicht wirksam sein, soll nach Prüfung von Indikationen bzw. Kontraindikationen Nicotin-Agonisten angeboten werden.
In der Verhaltenstherapie stehen mehrere Techniken wie z. B. das Retraining in sensu, die Vermittlung von Bewältigungsstrategien oder Aversionsstrategien zur Verfügung.
Für die medikamentöse Therapie stehen derzeit drei Wirkstoffe zur Verfügung (Nikotinpräparate, Bupropion, Vareniclin), welche bei der Entwöhnung helfen können. Bei allen wurden Fälle von unerwünschten Wirkungen auf das Herz-Kreislauf-System dokumentiert. Bei Vareniclin wurden Fälle von Depression, Gedanken an Selbsttötung und vollzogener Selbsttötung, Aggressivität und auffälligem Verhalten dokumentiert. Dies führte in den USA dazu, dass das Medikament mit Warnhinweisen versehen werden muss. Eine Übersichtsarbeit aus dem Jahr 2013, in die 63 Einzelstudien eingingen, fand allerdings keine Erhöhung schwerwiegender Herz-Kreislauf-Risiken.
Die Rückfallwahrscheinlichkeit bei Rauchern, die ohne Hilfsmittel mit dem Tabakkonsum aufhören, liegt bei 97 % innerhalb von sechs Monaten nach dem Rauchstopp. Ersatzpräparate wie Nikotinpflaster, Nikotinkaugummis, Sublingualtabletten oder Nikotin-Nasenspray erhöhen laut einer Meta-Analyse von Studien mit mindestens 6 Monaten Nachbeobachtungsdauer die Abstinenz-Wahrscheinlichkeit im Schnitt um 50–60 %, im Vergleich zu Placebo- oder unbehandelten Kontrollgruppen.
Die wissenschaftliche Studienlage zur Wirksamkeit der Hypnosetherapie gilt als inkonsistent. Die Wirksamkeit der Akupunktur geht nicht über den Placeboeffekt hinaus. Der Umstieg auf nikotinfreien Tabak birgt die Gefahr von fortbestehenden Sekundärfolgen des Rauchens, die auch bei Ersatzstoffen gelten.